# 徐淑貞
徐淑貞（1937年—2018年11月25日），女，上海人，中國武術運動員、武術教練、武術裁判，中國武術八段。生前曾任安徽省武术协会副主席、合肥市武术协会主席、合肥市人大代表、合肥市政协委员。

## 生平
徐淑贞籍贯江苏淮阴，出生於上海，父親徐文忠為武术教练。徐淑貞從小就隨父習武。
1958年進入安徽省體委武术队。她在1959年的全国第一届运动会上獲得一等奖；在1964年的全国武术锦标赛上获得剑术冠军、表演项目双钩一等奖、全能第二名和拳术第三名。1974年，到合肥市擔任武术教练。
1990年被批准为国际级裁判，並在北京亞洲運動會上擔任武术比赛裁判。1993年在第二届世界武术锦标赛上担任裁判长。1997年在东亚运动会上担任武术比赛裁判长。
1978年當選合肥市人大代表，1995年當選合肥市政协委员；此外還曾擔任過安徽省武术协会副主席和合肥市武术协会主席。2001年創辦合肥英杰文武学校，並擔任校長。2018年11月25日去世，享年81岁。